# Delias ladas
Delias ladas is een vlindersoort uit de familie van de Pieridae (witjes), onderfamilie Pierinae.
Delias ladas werd in 1894 beschreven door Grose-Smith.